# Timiskaming Professional Hockey League
Timiskaming Professional Hockey League (TPHL) je bila manjša profesionalna hokejska liga, ustanovljena na območju Jezera Timiskaming, Kanada. Ustanovljena je bila leta 1906, znana je po tem, da je posodila moštva (za to gre največja zahvala Ambrosu O'Brienu in njegovi družini) za ligo NHA, ki je kasneje postala današnja NHL. 

## Zgodovina
Liga je bila ustanovljena v začetku 20. stoletja v rudarskih mestih na severu kanadske province Ontario. Klube so si lastili bogati lastniki rudnikov. Igralci v ligi so bili plačani in liga je bila ena redkih profesionalnih lig tistega časa. Tekme med moštvi so služile za osnovo kockarskim igram lastnikov, igralcev in javnosti, v katerih so se pretakale visoke vsote denarja. Pogosto so igralce iz južnih hokejskih lig plačali, da so zaigrali na eni tekmi, upajoč na večji kockarski dobiček za lastnike moštev. Take igralce so imenovali »Ringerje«.

Leta 1909 je bilo na tekmi med Haileyburyjem in Cobaltom v Cobaltu vplačanih preko 10.000 $ stav. Haileybury je zmagal 6-5 po podaljšku, pet od šestih zadetkov je zadel Harry Smith, ki so ga zvabili iz ECHA moštva Montreal Wanderers. .
Uporaba »ringerjev« je imela negativni učinek na ligo. Dvakrat je leta 1909 namreč izzivala za Stanleyjev pokal, a so jih dvakrat zavrnili skrbniki Stanleyjevega pokala, ker je imel Cobalt, prvak iz 1909, 'neustrezne' igralce. Skrbniki so vpeljali pravilo, da morajo igralci biti del moštva od začetka sezone, postavljenega na 2. januar. 
Tik pred sezono 1910 je liga razpadla, da bi dve njeni moštvi, Cobalt in Haileybury, pomagali ustanoviti novo ligo NHA. Lastnik obeh moštev Ambrose O'Brien je s še štirimi moštvi, katerih lastnik je bila njegova družina, med njimi so bili tudi Renfrew Millionaires in Montreal Canadiens, takrat znani kot 'Les Canadiens' ('Kanadčani'). Leta 1910, po odhodu NHA moštev, je liga nadaljevala z delovanjem. Naslednjo sezono sta se Cobalt in Haileybury vrnila v ligo. Sezona 1910/11 je bila njena zadnja.

## Moštva
- Cobalt Silver Kings - 1906–1911
- Haileybury Comets - 1906–1911
- New Liskeard, Ontario - 1906–07
- Latchford, Ontario -  1906–07
- North Bay, Ontario - 1910–11

## Vidnejši igralci
Ti igralci so lahko bili »ringerji«, najeti za posamezne tekme:
- Ed Decarie -  Cobalt 1906/07
- Newsy Lalonde - Cobalt 1906/07, Haileybury 1907/08
- Bert Lindsay - Latchford 1906/07
- Hugh Lehman -  Cobalt 1906/07
- Didier Pitre -  Cobalt 1906/07
- Bruce Ridpath -  Cobalt 1906/07, 1908/09
- Bobby Rowe - Latchford 1906/07, Haileybury 1908/09
- Harry Smith - Haileybury 1908/09 [3]